# Municipio de Lake (condado de Buchanan)
El municipio de Lake (en inglés: Lake Township) es un municipio ubicado en el condado de Buchanan en el estado estadounidense de Misuri. En el año 2010 tenía una población de 35 habitantes y una densidad poblacional de 1,37 personas por km².

## Geografía
El municipio de Lake se encuentra ubicado en las coordenadas 39°38′39″N 95°1′14″O / 39.64417, -95.02056. Según la Oficina del Censo de los Estados Unidos, el municipio tiene una superficie total de 25.5 km², de la cual 24,66 km² corresponden a tierra firme y (3,29 %) 0,84 km² es agua.

## Demografía
Según el censo de 2010, había 35 personas residiendo en el municipio de Lake. La densidad de población era de 1,37 hab./km². De los 35 habitantes, el municipio de Lake estaba compuesto por el 100 % blancos. Del total de la población el 0 % eran hispanos o latinos de cualquier raza.